# テムズの戦い
テムズの戦い（テムズのたたかい、英: Battle of the Thames）、またはモラビアタウンの戦い（モラビアタウンのたたかい、英: Battle of Moraviantown）は、米英戦争中の1813年10月5日にアッパー・カナダのチャタム近くで米英がインディアンの領土を奪い合ったインディアン戦争。
米英両陣営がそれぞれ同盟した、インディアン部族による代理戦争でもある。

## 概要
イギリス軍とアメリカ軍が、北西部領土の支配権を巡って起こした戦闘である。英軍、米軍それぞれに同盟するインディアンが戦闘に加わったが、アメリカ軍の決定的勝利となり、勇猛で鳴らしイギリス軍と同盟していたショーニー族インディアンの英雄テカムセが戦死した。結果的にイギリス軍とインディアンの同盟も消滅した。
1813年9月、オリバー・ハザード・ペリー指揮するアメリカ海軍がエリー湖の湖上戦で決定的勝利を奪った。イギリス軍のヘンリー・プロクター将軍は補給線を失うことをおそれ、テカムセの助言も容れずに、マルデン砦から撤退を始めた。アメリカ軍のウィリアム・ハリソン将軍は、プロクターを追ってアッパー・カナダに入った。テカムセは何度もプロクターを説得してアメリカ軍と向き合わせようとした。最後はプロクターが折れて、テムズ川のモラビアタウンでハリソンと対峙することになった。

## 戦力
ウィリアム・ハリソンの軍隊は少なくとも3,500名の歩兵と騎兵がいた。その中にはダンカン・マッカーサーとルイス・カス将軍の下にそれぞれ正規歩兵部隊がいた。リチャード・メンター・ジョンソン大佐がケンタッキー騎兵を率いた。ケンタッキー民兵の5部隊は、アメリカ独立戦争の英雄で63歳のアイザック・シェルビーが率いた。ジョンソン指揮下の志願兵の多くはレーズン川の出身であり、「レーズンを忘れるな」をスローガンに徴兵されていた。
プロクター軍には約800名の正規兵とテカムセら約500名のインディアンがいた。イギリスの兵士は徐々に士気を失いつつあり、プロクターがなかなか踏みとどまって戦おうとしなかったので、テカムセたちインディアン戦士は辛抱しきれなくなっていた。プロクターはインディアンによる反乱を恐れていた。イギリス軍はハリソン軍から逃げるために長く急速な行軍を強いられたので、食料の配給も半分に減っていた。ハリソン軍は前進するにつれてイギリス軍の落伍者に会う様になりこれを捕まえていった。

## テカムセの死

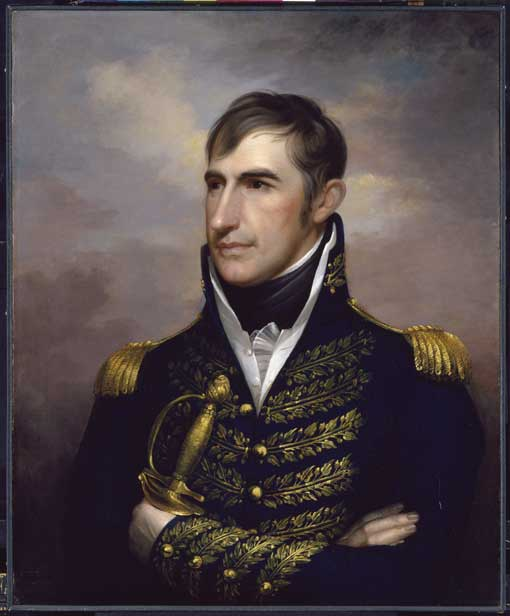
ウィリアム・ハリソン

10月4日、テカムセらはチャタムの近くでアメリカ軍と小競り合いを演じ、アメリカ軍の歩みを遅らせようとした。インディアン戦士たちは直ぐに圧倒され、プロクターの副官オーガスタス・ウォーバートンはその物資･弾薬をアメリカ軍に奪われてしまった。10月5日、プロクターはモラビアタウンで正規兵の戦列を布き、大砲でアメリカ軍を道路から追い出してテムズ川の堤に追いやろうと考えた。ショーニー族の戦士はイギリス軍の右手にある沼地に終結してアメリカ軍の側面を衝こうとした。ハリソン将軍は戦場を調べて、ジェイムズ・ジョンソン（リチャード・メンター・ジョンソンの弟）にイギリス軍の正面からの攻撃を命じた。ジョンソンはインディアンの側面からの攻撃をものともせずに突破し、イギリス軍の大砲も使えなくした。即座にプロクターとイギリス軍は撤退を始めたが、多くの者がそこで降伏した。テカムセたちは踏み止まって戦いを続けた。
リチャード・ジョンソンが20騎の騎兵の先頭に立ち、アメリカ軍の主力の動きから気を逸らせようとインディアンに攻撃を掛けたが、テカムセたちショーニー族戦士がマスケット銃の一斉射撃を行い騎兵の攻撃を食い止めた。ジョンソン隊の15名が死傷し、ジョンソンも銃弾5発を受けた。ジョンソン隊は沼地の泥に嵌って動けなくなっていた。
英雄テカムセは、この戦闘中に殺された。ジョンソン大佐がテカムセの殺害者かもしれないが、確たる証拠は無い。ウィリアム・ホワイトリーというアメリカ独立戦争の古参兵が、テカムセを殺したもう一人の者とされている。ホワイトリーはケンタッキーのクラブ・オーチャード生まれで、テカムセたちインディアン攻撃に志願していた。ホワイトリーはテカムセの死体が見つかった時に、その頭皮を剥いでテカムセの妻に送ることをハリソン将軍に求めた。アメリカ軍の主力が沼地を制圧し、ジェイムズ・ジョンソン部隊はイギリス軍の反撃から逃れた。アメリカ軍の増援が集結し、テカムセが戦死したという報せは急速に広まり、インディアンの抵抗は雲散霧消した。
このどさくさに、白人騎兵隊がモラビアタウンを焼き払った。この町は戦闘になんの関与もしていなかったキリスト教マンシー族インディアンの平和な集落であった。
イギリス軍は12名が戦死、35名が負傷後に捕虜となり、442名が降伏した。インディアンは33名の戦士が戦死した。イギリス軍は疲れ切って戦意を失くし、半分は飢えたままで1回きりの一斉射撃を返して3名のアメリカ兵を負傷させ、その後に退散した。アメリカ軍の損失の他の部分はインディアンによるものだった。インディアンも士気が衰えていたが、自分たちの領土での生活権がかかっている彼らは、イギリス軍よりははるかに強い決意で戦っていた。

## 結果

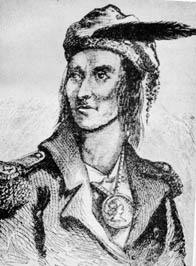
英雄 テカムセ

テムズの戦いはアメリカ軍の決定的な勝利に終り、米英戦争の残り期間、アメリカ軍が北西部領土を支配し続けることになった。しかし、ハリソンはこの勝利を次への突破口にすることもなく、モラビアタウン焼き討ち後はデトロイトまで引き揚げた。この地域の前線は戦争終結まで静かなままになった。
白人の間ではハリソンの人気があがり、後にアメリカ合衆国大統領に選ばれることになった。リチャード・メンター・ジョンソンは、テカムセを殺したと噂されたことを手柄に、アメリカ合衆国副大統領になった。
プロクターは後に臆病さをさらけ出したとして軍法会議に掛けられ、指揮を外された。歴史家は幾分プロクターに同情的であり、エリー湖がアメリカ軍に支配されていたことと、デトロイト前線には限られた戦力と物資しか無かったことをその根拠としている。テカムセの戦死は、テカムセが呼びかけたインディアンの同盟に大きな打撃となり、その後の戦闘に対しては実質的に消滅した。
北西部領土を領土としていたインディアン部族は、永久にその領土を失うこととなった。